# 田中直樹

田中 直樹（たなか なおき、1971年4月26日—）、為日本的搞笑藝人以及演員。在搞笑組合・鐵公雞二人組中負責裝傻的角色。搞笑段子也幾乎都是他所創作。夥伴為遠藤章造。屬於吉本興業。大阪府豐中市出身。身高181cm、体重65kg、鞋子尺寸為27cm。興趣為中文、動物、天體、及欣賞電影。

## 人物
- 前妻為女演員小日向詩繪。2003年6月結婚、2017年5月2日透過事務所發表離婚聲明，育有2個兒子，監護權皆歸屬於田中直樹。
- 口頭禪是「すげえなー」（真厲害啊）。
- 在DOWN TOWN的節目DOWN TOWN之不是給小孩的工作!!中、被稱為「豐中之年少禿河童」。
- 在DownTown節目「Quiz濱田雅功500」的企劃中，濱田被問到「4人(松本、山崎、遠藤、田中)中覺得哪一個最不愛乾淨？」自從濱田回答田中以來、常被稱為「不潔〇〇」。
- 膽子小，可說是有點懦弱、被嚇到的時候與被濱田發飆痛罵的時候（其實是整人的）都哭過。
- 有抽菸（七星淡菸）。
- 因為被周圍的搞笑藝人說是「AB型」所以自己也覺得本身應該是AB型、但經過檢查發現其實是O型。
- 非常喜歡動物，尤其是鯊魚。在「衝吧！科學君」節目中碰觸到大白鯊、或抓著鯨鯊游泳等都非常高興、另外在同節目中操縱遙控潛水器Hyper Dolphin號時、偶然發現了疑似幕末帆船黛安娜號的殘骸。
- 在節目中曾經打扮成高見映的樣子、與本人非常像。

## 出道之前
- 畢業於豐中市立豐島小學、豐中市立第四國中。小學生時代有打棒球、國中後擔任副主將、與夥伴遠藤都是準硬式棒球社。守備位置為捕手。
- 其後進入大阪府立櫻塚高中就讀、加入了手球社團。高中畢業後進入有關設計的専門學校。在學中由當時辭去上班族職務的遠藤提出邀約、參加了選秀會。後來合格組成了「鐵公雞轟炸機」。雖然是大阪出身但是卻從東京的吉本興業本社出道。

### 鐵公雞以外之活動
- 也以演員身份活動著、在三谷幸喜導演2001年的電影「大家的家」中領銜主演、在2005年「功夫棒球」中演出高校棒球教練一角、2006年電影「死魂曲 〜FORBIDDEN SIREN〜」則演出島上的醫生等。
- 於1999年富士電視台播映的世界奇妙物語 秋之特別篇「逆男」初次於電視劇擔任主演。
- 2008年電影『白色榮光』中、被拔擢為要角，演出影響一連串事件的重大人物。
- 2009年10月17日在電影『絕命終結站4』中擔任主角配音。
- 2014年在讀賣電視台電視劇『慰謝料弁護士～あなたの涙、お金に変えましょう～賠償金律師』中擔任主角袴田幸男。
- 2016年在情報節目ZIP!擔任週四主持四年。
- 2022年3月1日，宣佈出演大河劇《鎌倉殿的13人》，在大河劇中出道。

## 出演作品

### 現時出演節目
- 抽乾池水大作戰（2017年1月15日 - 、TX） 主持
- LIFE!～獻給人生的短劇～ series-6（日语：LIFE!〜人生に捧げるコント〜）（2018年4月13日 - 、NHK綜合）
- Academy night G（2019年4月2日 - 、TBS） 主持
- 冒險少年（2014年4月23日 - 2015年3月26日、2020年5月25日 - 、TBS）主持

### 電視劇
- 燃燒吧！！小露寶（1999年8月1日、朝日）飾 路人
- 世界奇妙物語 秋之特別篇「逆男」（1999年9月、富士）主演 志村
- 老闆靠邊站（2001年4月 - 6月、NTV）飾 田中
- 熱血教師（2001年10月 - 12月、TBS）飾 小野寺敦
- 怪奇大作戰 第二檔案（2007年4月、BS-hi）主演 三沢京助
- 未來的遊樂園（2007年9月28日、朝日）主演 長谷部達也
  - 未來的遊樂園2（2008年3月28日、朝日）
- 人生補時（2008年3月8日、富士）主演 北澤光一
- RESET特別篇（2009年1月15日、NTV）飾 園田照彦
- RESET（2009年1月 - 4月、NTV）主演 安利
- 木下部長和我（2010年1月 - 4月、讀賣）飾 神奈川大介
- 今日諸事大吉（2012年1月 - 3月、NHK）飾 十倉純一
- 白金鎮（2012年8月 - 9月、WOWOW）飾 牛島幸太郎
- 勇者義彥和惡靈之鑰（2012年12月7日、TX）飾 莫爾敢
- LINK（2013年10月 - 11月、WOWOW）飾 沢田勉
- 撫慰金律師（2014年1月 - 3月、讀賣）主演 袴田幸男
- 愛麗絲之棘（2014年6月、TBS）飾 千原淳一
- 媽咪們的心機（2015年4月 - 6月、TBS）飾 區役所職員
- I'm Home（2015年4月23日、朝日）飾 山野邊俊
- 假男友（2015年11月 - 12月、NHK BS Premium）飾 佐野良晴
- 貓侍 玉之丞 去江戶（2016年2月）主演 飛松
- 叡古教授之事件簿（2016年5月21日、朝日）飾 南波陽人
- 早晨終將來臨（2016年6月 - 7月、東海 富士）飾 栗原清和
- 砂之塔〜知道太多事情的鄰居（2016年10月 - 12月、TBS）飾 高野健一
- 家政夫三田園（2016年12月9日、 朝日）飾 富田健吾
- 增山超能力師事務所（2017年1月 - 3月、讀賣）主演 増山圭太郎
- 監獄飯店 （2017年10月 - 12月、BS JAPAN）主演 花沢一馬
- 警視廳零系 生活安全科萬能咨詢室（2018年8月17日、TX）飾 本人
- 騷擾遊戲（2018年10月15日、TX）飾 武藤讓
- 我家的秘密（2019年3月3日、NHK BS Premium）飾 山本清志
- 生田家的早晨（2019年10月3日、NTV） 飾 コモリ
- 江戶小姐 愛在令和（2021年1月 - 3月、讀賣）飾 藏地雄彥
- 鎌倉殿的13人（2022年、NTV） 飾 九條兼實
- 星新一的不可思議短劇（2022年8月2日、NHK BS Premium）主演
- 重啟人生（2023年1月 - 3月、NTV） 飾 近藤寬
- 貞德的審判（2024年1月 - 3月、TX）飾 檜山卯之助
- 小鎮星熱點（2025年1月 - 3月、NTV） 飾 奥田貴弘
- IGNITE（2025年5月2日、TBS） 飾 千賀光一

### 網路電視
- 逃出憂鬱 （2018年9月 - 11月、Hulu）主演 田中圭一
- 田中圭 24小時電視（日语：田中圭24時間テレビ）（2018年12月15日 - 16日、AbemaTV）飾 記者[1]
- 上下關係W「終結者」（2022年9月22日 - 11月24日、LINE NEWS VISION）飾 齋藤永和
- 即使成為大人（2025年4月 - 、Hulu）飾 岩上隼人

### 電影
- 大家的家（2001年）飾 飯島直介
- 功夫棒球（2005年）飾 榊原剛
- 有頂天酒店（2006年）飾 飯島直介
- 死魂曲（2006年）飾 南田豊
- 阿根廷婆婆（2007年）飾 向井守
- 白色榮光（2008年）飾 氷室貢一朗
- 斑馬人2：斑馬城的逆襲（2010年）飾 市場純市
- 歡迎回來隼鳥號（2012年）飾 岩松大吾
- 金牌男子（2016年）飾 中野老師
- 增山超能力師事務所：激情版是戀之味（2018年）主演 増山圭太郎
- 快盜戰隊魯邦連者VS警察戰隊巡邏連者 en film（2018年）飾 福洛克・夏爾摩斯
- 那一日的風琴（2019年）飾 脇本滋
- 牛頭村（2022年）飾 雨宮直樹

### 配音

#### 動畫、動畫電影
- 鴨子生活（2013年4月 - 2014年3月、NHK BS Premium）旁白
- 河童之夏（2007年）配 上原保雄
- 小蜜蜂 勇氣的旋律（2010年）配 クネクネ
- 小熊的學校（2010年）配 Katie的父親
- 蠟筆小新：我和我的宇宙公主（2012年）
- 忍者亂太郎（2018年12月19日）配 忍者田中

#### 外語作品日語配音
- 小鬼也摩登（2005年）配 主角 史丹利‧伊卜吉
- 絕命終結站4（2009年）配 主角 尼克·奧班農
- 侏羅紀世界（2017年 NTV版）配 吉米·法倫
- 怪物奇兵 全新世代（2021年）配 濃眉哥

## 獎項
- 2001年
  - 日本電影學院獎新人獎 作品「大家的家」

## 外部連結
- 田中直樹 プロフィール｜吉本興業株式会社 （页面存档备份，存于）
- 田中直樹 - NHK人物録 （页面存档备份，存于）
- ココリコチャンネル - YouTubeチャンネル （页面存档备份，存于）